# Myrichthys ocellatus
Myrichthys ocellatus är en fiskart som först beskrevs av Charles Alexandre Lesueur 1825.  Myrichthys ocellatus ingår i släktet Myrichthys och familjen Ophichthidae. Inga underarter finns listade i Catalogue of Life.